# Pont de Xinguang
Le pont de Xinguang (chinois : 新光大桥 ; pinyin : Xīnguāng dàqiáo) est un pont en arc en acier, franchissant la rivière Rivière des Perles à Canton, dans le sud de la Chine. 
Ouvert à la circulation en janvier 2007, son arc présente une portée de  428 mètres, faisant de cet ouvrage le septième plus grand pont en arc au monde et le quatrième en Chine, derrière le pont de Chaotianmen, le pont de Lupu et le pont de Wushan.

## Descriptif général
Le complexe, d'une longueur totale de 1083,20 m, comprend un pont principal en arc d'une longueur de 782 mètres et de deux viaducas d'accès.
Le pont principal est un pont en arc à tablier traversant comportant une travée centrale d’une portée libre de 428 mètres, mesurée entre axes de piles, et de deux travées latérales de 177 mètres. Il libère un gabarit de navigation de 210 mètres de large sur 34 mètres de hauteur.
Un des aspects innovants est le socle en forme de V, appuyé sur les piles sur lequel viennent s'encastrer les extrémités de l'arc central et des arcs latéraux.

## Construction
Le pont a été mis en service en janvier 2007.